# Ceriporiopsis umbrinescens
Ceriporiopsis umbrinescens är en svampart som först beskrevs av William Alphonso Murrill, och fick sitt nu gällande namn av Leif Ryvarden 1985. Ceriporiopsis umbrinescens ingår i släktet Ceriporiopsis och familjen Phanerochaetaceae.   Inga underarter finns listade i Catalogue of Life.